# Dubriwka (rejon baranowski)
Dubriwka (ukr. Дубрівка, pol. hist. Dąbrówka) – wieś na Ukrainie w rejonie zwiahelskim obwodu żytomierskiego.
Wieś położona około 22 km na północny zachód od Baranówki. Znajduje tu się stacja kolejowa Radułyno, położona na linii Zwiahel – Szepetówka.

## Historia
W 1762 r. we wsi zbudowano cerkiew pw. św. Kosmy i Damiana. Do 2020 wieś leżała w rejonie baranowskim.